# Большая игра: НФЛ в опасные времена
Big Game: The NFL in Dangerous Times (с англ. — «Большая игра: НФЛ в опасные времена») — книга журналиста «The New York Times» Марка Лейбовича, посвящённая НФЛ. Вышла 4 сентября 2018 г. в издательстве «Penguin Books».

## Содержание
Автор изучает проблемы НФЛ в виде падение телевизионных рейтингов, в том числе среди белых мужчин 50 лет, возникающие споры вокруг травмоопасности этого вида спорта, и социальных и политических высказываний игроков в ходе Black Lives Matter.

## Создание
Замысел о кнге возник 2 июля 2014 г., когда Марк Лейбович получил электронное письмо от квотербека Нью-Ингленд Пэтриотс Тома Брэди, в котором уважаемый журналистом игрок выражал согласие поговорить с ним.
Последующие четыре года автор посещал футбольные матчи, беседовал с владельцами команд НФЛ, посещая дни драфта, собрания владельцев, церемонии Зала славы и разговаривая с бывшими игроками.

## Приём
Книга получила как положительные, так и отрицательные отзывы.